# Bend Over and Pray the Lord
A Bend Over and Pray the Lord a finn Lordi első, meg nem jelent albuma. Az albumot, 1999-ben, Helsinkiben vették fel, ám kiadót nem találtak hozzá, így nem jelent meg a lemez. A tervek szerint, az Anaconda Records gondozásában adták volna ki a lemezt, ám ez mégsem történt meg, ugyanis az Anaconda Records nem sokkal a tervezett megjelenés előtt csődbe ment. A lemezen, megtalálható, egy-kettő később kiadott dal demó verziója is. A lemezt, a Lordi eredeti felállása, készítette el.

## Tartalma
| 1.    | Playing The Devil (Bend Over and Pray the Lord) | 4:10 |
| 2.    | Cyberundertaker                                 | 4:35 |
| 3.    | Steamroller                                     | 4:42 |
| 4.    | Almost Human                                    | 3:14 |
| 5.    | Idol                                            | 5:12 |
| 6.    | Paint in Blood                                  | 3:48 |
| 7.    | Death Suits You Fine                            | 3:55 |
| 8.    | I Am the Leviathan                              | 3:26 |
| 9.    | Take Me to Your Leader                          | 4:25 |
| 10.   | Monstermotorhellmachine                         | 5:13 |
| 11.   | The Dead Are The Family                         | 3:35 |
| 12.   | White Lighting Moonshine                        | 5:07 |
| 13.   | With Love And Slegdehammer                      | 3:59 |
| 14.   | Get Heavy (bónusz a kiadáskor)                  | 3:00 |
| 15.   | Hulking Dynamo (bónusz a kiadáskor)             | 3:03 |
| 58:08 |                                                 |      |

## Közreműködött
- Mr. Lordi (ének)
- Amen (gitár)
- G-Stealer (basszusgitár)
- Enary (billentyűk)
- dobgép & kottarendező gépek (dob)
- Magnum (basszusgitár a Hulking Dynamo című dalban)
- Kita (dob és háttérének a Hulking Dynamo című dalban)

## Lásd még
- Napalm Market